# Cantone di Montréjeau
Il Cantone di Montréjeau era una divisione amministrativa dell'Arrondissement di Saint-Gaudens.
A seguito della riforma approvata con decreto del 13 febbraio 2014, che ha avuto attuazione dopo le elezioni dipartimentali del 2015, è stato soppresso.

## Composizione
Comprendeva 17 comuni:
- Ausson
- Balesta
- Bordes-de-Rivière
- Boudrac
- Cazaril-Tambourès
- Clarac
- Cuguron
- Le Cuing
- Franquevielle
- Lécussan
- Loudet
- Montréjeau
- Ponlat-Taillebourg
- Saint-Plancard
- Sédeilhac
- Les Tourreilles
- Villeneuve-Lécussan